# Jakob Köhler
Jakob Frederik „Sjaak” Köhler (ur. 2 października 1902 w Amsterdamie, zm. 19 czerwca 1970 tamże) – holenderski pływak i waterpolista z pierwszej połowy XX wieku, uczestnik igrzysk olimpijskich. 
Jako dwudziestojednolatek po raz pierwszy wystartował na igrzyskach olimpijskich podczas VIII Letnich Igrzysk Olimpijskich w 1924 roku w Paryżu. Wystartował tam w turnieju piłki wodnej mężczyzn, gdzie zajął razem z drużyną holenderskich waterpolistów siódme miejsce. Wystartował także w dwóch konkurencjach pływackich. Na dystansie 400 metrów stylem dowolnym wystartował w drugim wyścigu eliminacyjnym. Zajął w nim ostatnie, piąte miejsce z czasem 6:20,4 i odpadł z dalszej rywalizacji. Płynął także na trzeciej zmianie holenderskiej sztafety 4 × 200 metrów stylem dowolnym, gdzie dotarł do fazy półfinałowej.
Cztery lata później wziął udział w turnieju piłki wodnej mężczyzn w IX Letnich Igrzyskach Olimpijskich w Amsterdamie. Drużyna holenderskich waterpolistów dotarła do fazy ćwierćfinałowej zajmując piąte miejsce ex aequo z drużynami: amerykańską, belgijską i maltańską. 
Köhler reprezentował barwy amsterdamskiego klubu Het Y. Jego kuzyn, Johannes „Koos” Köhler, także był waterpolistą i olimpijczykiem.